# Myrrha (Sardanapale)
Pour les articles homonymes, voir Myrrha (homonymie).

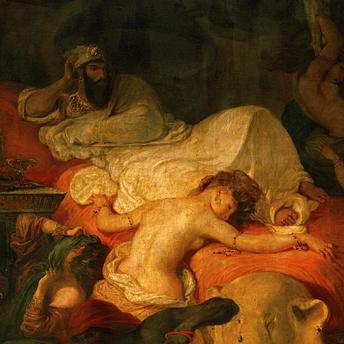
Myrrha, de dos dans La Mort de Sardanapale par Eugène Delacroix, 1827, détail.

Myrrha est un personnage créé par Lord Byron dans son drame Sardanapale (1821). Esclave ionienne, elle est la favorite de Sardanapale, roi légendaire de Ninive en Assyrie parfois assimilé à Assurbanipal.

## Biographie
Myrrha est la maîtresse de Sardanapale dont le règne touche à sa fin : il est victime d'une conspiration qu'il sait inéluctable. Plutôt que de perdre le pouvoir, il choisit de faire détruire ses biens et de faire égorger par les officiers qui lui sont restés fidèles ses servantes, ses esclaves et ses chiens. Il se jette alors avec Myrrha dans les flammes. 

## Sources
Le personnage de Myrrha n'apparait dans aucune relation antique connue de l'histoire de Sardanapale (et en particulier pas dans la Bibliothèque historique de Diodore de Sicile, principale source du drame de Byron). Le critique anglais Ernest Hartley Coleridge pointe sa ressemblance avec le personnage d'Aspasie dans la Vie d'Artaxerxes de Plutarque, et estime que son nom a probablement été inspiré au poète par la tragédie de Vittorio Alfieri intitulée Mirra (1789), à une représentation de laquelle Byron avait assisté à Bologne deux ans avant de publier son texte.

## Postérité
Myrrha est un des personnages du tableau d'Eugène Delacroix exposé au Salon de 1827-1828, La Mort de Sardanapale. Le peintre la représente de dos, à demi couchée sur le lit depuis lequel Sardanapale observe le massacre qu'il a ordonné, à la lueur du bûcher qu'on a allumé.
À deux reprises, le thème est le sujet proposé au concours du Prix de Rome :
- en 1830, Hector Berlioz remporte le Premier grand prix avec sa cantate Sardanapale (partition aujourd'hui perdue), sur un texte de Jean-François Gail[4].
- en 1901, Myrrha est à nouveau l'héroïne éponyme des cantates du concours : c'est la version d'André Caplet qui obtient le Premier grand prix, devant celles de Gabriel Dupont (Premier second grand prix) et de Maurice Ravel (Deuxième second grand prix)[5].